# South Bend Airport

i7
i11
i13

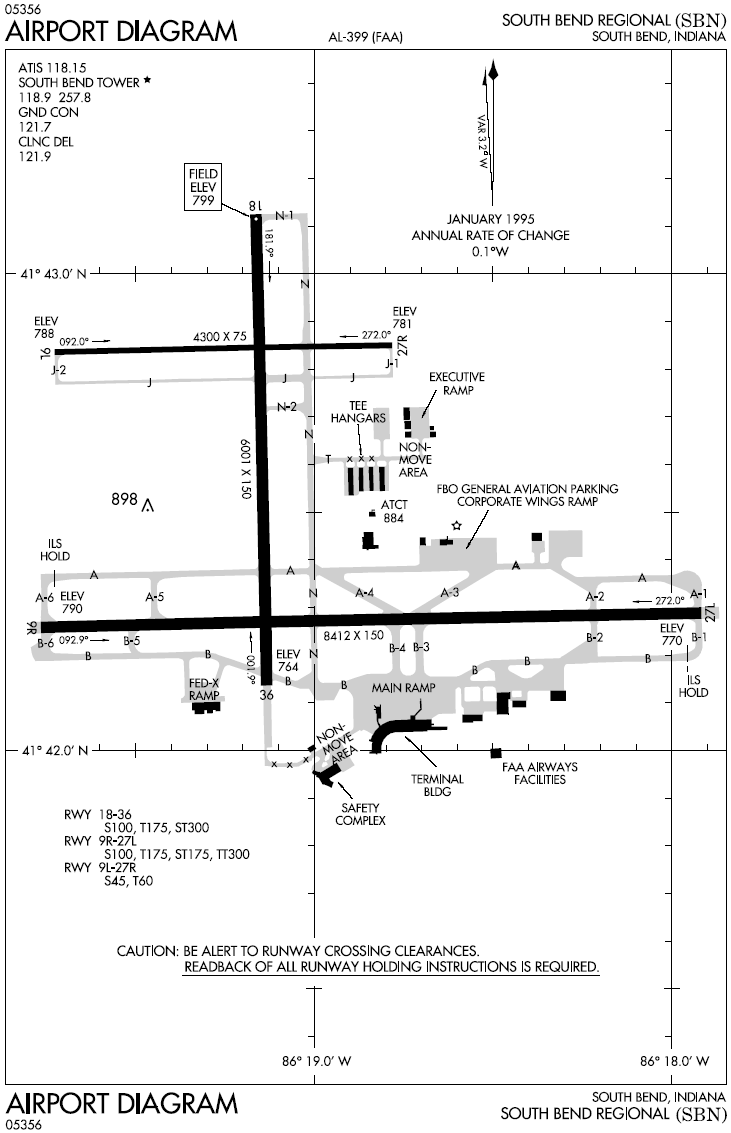
Flughafendiagramm

Der South Bend International Airport (IATA-Code: SBN, ICAO-Code: KSBN) ist ein Regionalflughafen nahe der Stadt South Bend im US-amerikanischen Bundesstaat Indiana. Frühere Namen sind Bendix Field, St. Joseph County Airport und Michiana Regional Transportation Center und South Bend Regional Airport.

## Lage und Verkehrsanbindung
Der South Bend International Airport befindet sich sechs Kilometer nordwestlich des Stadtzentrums von South Bend. Er liegt am U.S. Highway 20 Business, welcher südlich des Flughafens verläuft. Dieser kreuzt westlich des Flughafens den U.S. Highway 31 und geht wieder in den regulären U.S. Highway 20 über.
Der South Bend International Airport ist per Bus und Bahn erreichbar. Die Route 4 des Busbetreibers Transpo verbindet ihn regelmäßig mit dem Stadtzentrum. Außerdem verkehren Züge auf der South Shore Line des Betreibers Northern Indiana Commuter Transportation District zwischen dem Flughafen und der Millennium Station in Chicago.

## Fluggesellschaften und Ziele
Der South Bend International Airport wird von Allegiant Air, American Eagle, Delta Air Lines/Delta Connection und United Express genutzt. Es werden zwölf ausschließlich in den Vereinigten Staaten gelegene Ziele angeflogen, darunter vor allem die Drehkreuze der einzelnen Fluggesellschaften.

## Verkehrszahlen
| Jahr | Fluggastaufkommen | Luftfracht (Tonnen) (mit Luftpost) | Flugbewegungen (mit Militär) |
| ---- | ----------------- | ---------------------------------- | ---------------------------- |
| 2018 |                   | 10.411                             | 40.100                       |
| 2017 | 610.818           | 10.779                             | 38.308                       |
| 2016 | 658.076           | 11.184                             | 38.255                       |
| 2015 | 623.903           | 12.572                             | 34.913                       |
| 2014 | 602.255           | 12.208                             | 33.503                       |
| 2013 | 629.287           | 11.550                             | 33.122                       |
| 2012 | 589.030           | 11.659                             | 33.833                       |
| 2011 | 599.127           | 10.868                             | 33.420                       |
| 2010 | 626.597           | 10.752                             | 33.495                       |
| 2009 | 625.077           | 9.619                              | 37.028                       |
| 2008 | 704.418           | 16.098                             | 43.650                       |
| 2007 | 779.359           | 18.632                             | 48.323                       |
| 2006 | 729.619           | 18.693                             | 56.862                       |
| 2005 | 693.675           | 16.091                             | 64.255                       |
| 2004 | 780.033           | 14.243                             | 62.343                       |
| 2003 | 802.191           | 13.683                             | 65.100                       |
| 2002 | 812.080           | 12.096                             | 74.998                       |
| 2001 | 739.407           | 11.008                             | 74.132                       |
| 2000 | 856.876           | 13.375                             | 73.439                       |
| 1999 | 955.232           | 14.800                             | 82.416                       |
| 1998 | 986.350           | 13.881                             | 82.406                       |

### Verkehrsreichste Strecken
| Rang | Stadt                             | Passagiere | Fluggesellschaft       |
| ---- | --------------------------------- | ---------- | ---------------------- |
| 01   | Atlanta, Georgia                  | 63.290     | Delta/Delta Connection |
| 02   | Detroit, Michigan                 | 60.690     | Delta Connection       |
| 03   | Chicago–O’Hare, Illinois          | 57.410     | United Express         |
| 04   | Minneapolis-Saint Paul, Minnesota | 28.130     | Delta Connection       |
| 05   | Punta Gorda, Florida              | 24.790     | Allegiant              |
| 06   | Orlando–Sanford, Florida          | 23.090     | Allegiant              |
| 07   | Charlotte, North Carolina         | 19.300     | American Eagle         |
| 08   | St. Petersburg, Florida           | 19.250     | Allegiant              |
| 09   | Dallas/Fort Worth, Texas          | 18.800     | American Eagle         |
| 10   | Phoenix–Mesa, Arizona             | 15.850     | Allegiant              |